# 特莎·桑德森
特莎·桑德森（英語：Tessa Sanderson，1956年3月14日—），英国女子田径运动员。她曾代表英国参加1976年、1980年、1984年、1988年、1992年和1996年夏季奥林匹克运动会田径比赛，其中1984年奥运会获得一枚金牌。